# Акате (Рагуза)
Акате (итал. Acate) је насеље у Италији у округу Рагуза, региону Сицилија.
Према процени из 2011. у насељу је живело 7919 становника. Насеље се налази на надморској висини од 201 м.

## Становништво
Према резултатима пописа становништва 2011. у општини је живело 9.574 становника.
| 1931. | 1936. | 1951. | 1961. | 1971. | 1981. | 1991. | 2001. | 2011. |
| ----- | ----- | ----- | ----- | ----- | ----- | ----- | ----- | ----- |
| 4.130 | 4.373 | 5.352 | 5.862 | 5.810 | 6.732 | 7.640 | 8.000 | 9.574 |